# Unín
Unín (v horském nářečí Hojín, německy Hunin) je obec v okrese Brno-venkov v Jihomoravském kraji. Rozkládá se v Boskovické brázdě, přibližně 6 kilometrů severovýchodně od Tišnova. Žije zde 235 obyvatel.

## Historie
První písemná zmínka o obci pochází z roku 1349.

## Obyvatelstvo
| Rok            | 1869 | 1880 | 1890 | 1900 | 1910 | 1921 | 1930 | 1950 | 1961 | 1970 | 1980 | 1991 | 2001 | 2011 | 2021 |
| -------------- | ---- | ---- | ---- | ---- | ---- | ---- | ---- | ---- | ---- | ---- | ---- | ---- | ---- | ---- | ---- |
| Počet obyvatel | 172  | 199  | 211  | 203  | 216  | 248  | 222  | 207  | 197  | 289  | 213  | 174  | 196  | 203  | 221  |
| Počet domů     | 23   | 32   | 35   | 32   | 34   | 42   | 45   | 51   | 51   | 60   | 56   | 63   | 66   | 73   | 77   |

Vývoj počtu obyvatel

## Pamětihodnosti
- Kostel svatého Petra a Pavla

## Galerie

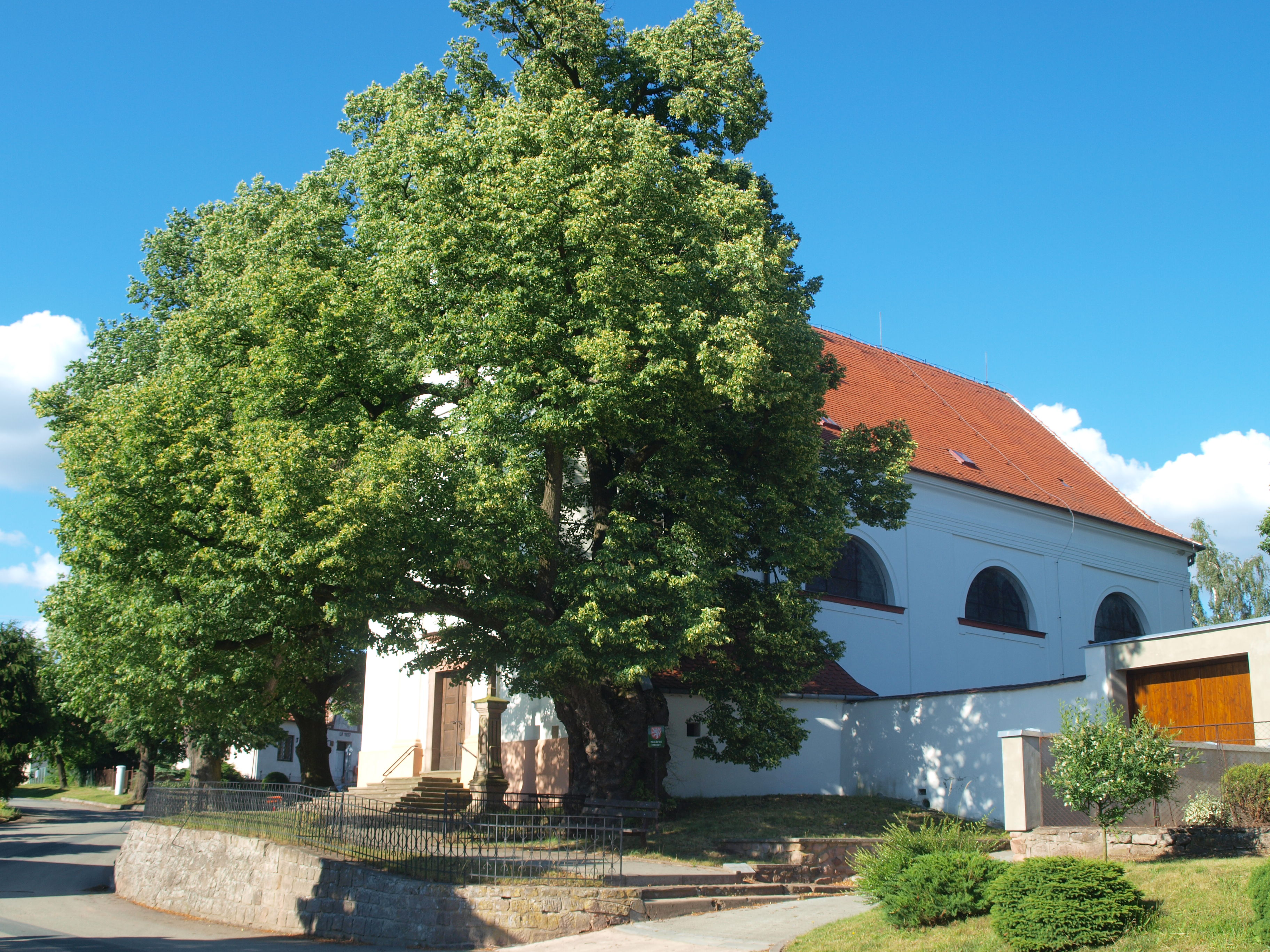
Památné lípy s kostelem
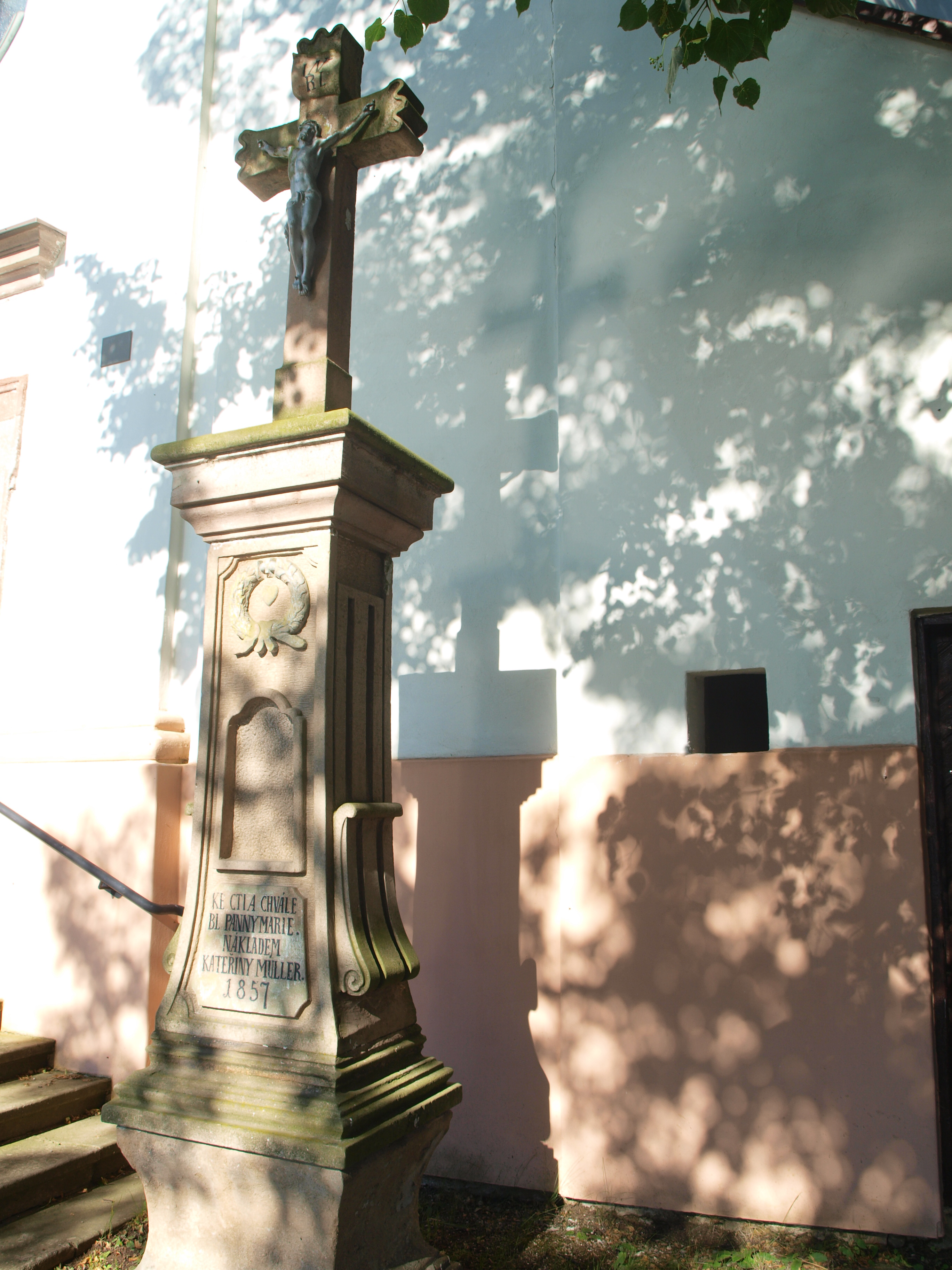
Kříž u kostela
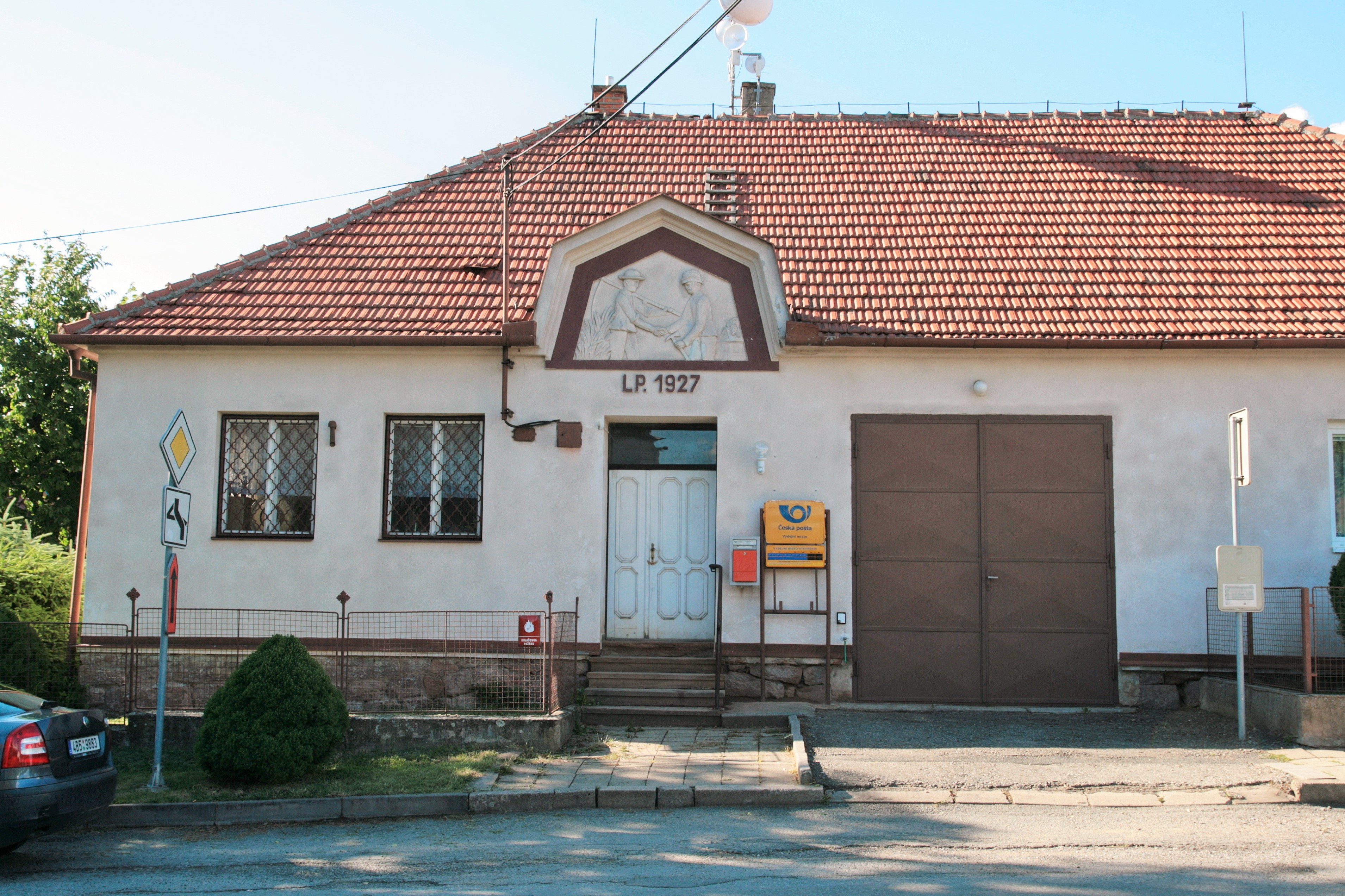
Budova pošty s obecním úřadem